# 风语咒
《风语咒》是一部由刘阔执导，华青传奇、若森数字等联合出品的中国3D动画电影，于2018年8月3日在中国大陆上映。票房总计1.12亿元人民币。2019年11月，《风语咒》获第32届中国电影金鸡奖最佳美术片。